# Megan Nagy
Pour les articles homonymes, voir Nagy.
Megan Nagy est une joueuse canadienne de beach-volley, née le 30 novembre 1989.

## Carrière
Elle remporte la médaille de bronze en 4x4 aux Jeux mondiaux de plage de 2019 à Doha